# Chlebno
Chlebno (prononcé en polonais : [ˈxlɛbnɔ]) est un  village polonais de la gmina de Łobżenica dans la powiat de Piła de la voïvodie de Grande-Pologne dans le centre-ouest de la Pologne.
Il se situe à environ 4 kilomètres à l'est de Łobżenica (siège de la gmina), 50 kilomètres au nord-est de Piła (siège du powiat), et à 120 kilomètres au nord-est de Poznań (capitale de la Grande-Pologne).

## Histoire
De 1975 à 1998, le village faisait partie du territoire de la voïvodie de Piła.

Depuis 1999, Chlebno est situé dans la voïvodie de Grande-Pologne.
Le village possède une population de 242 habitants en 2012.